# In compagnia dell'assassino
In compagnia dell'assassino (Kiss of a Killer) è un film per la televisione statunitense del 1993 diretto da Larry Eilkann.

## Trama
Kate Wilson sta conducendo una doppia vita trascorrendo le giornate lavorando in ufficio immobiliare mentre trascorre quasi tutte le notti a prendersi cura della madre malata. Una sera a settimana, però, sfoggia un abito da sera rosso e si dirige in un locale di lusso per cercare uomini ambiziosi, tra cui uno di questi va ad incontro con uno stupratore seriale che ha appena commesso un omicidio.